# Рог (Донецкая область)
Рог (укр. Ріг) — село на Украине, находится в Покровском районе Донецкой области.
Код КОАТУУ — 1422782808. Население по переписи 2001 года составляет 236 человек. Почтовый индекс — 85302. Телефонный код — 623.

## Адрес местного совета
85362, Донецкая область, Покровский р-н, с. Лысовка, ул.Ленина, 68, тел. 5-38-7-48